# Liriomyza peruensis
Liriomyza peruensis este o specie de muște din genul Liriomyza, familia Agromyzidae, descrisă de Zlobin în anul 2001.
Este endemică în Peru. Conform Catalogue of Life specia Liriomyza peruensis nu are subspecii cunoscute.